# Ligusticum olympicum
Ligusticum olympicum är en flockblommig växtart som beskrevs av František Antonín Novák. Ligusticum olympicum ingår i släktet strandlokor, och familjen flockblommiga växter. Inga underarter finns listade i Catalogue of Life.